# تاريخ اليهود في الجزائر
تاريخ اليهود في الجزائر هو جزء من تاريخ اليهود في شمال أفريقيا ويعود إلى القرن الأول الميلادي على الأقل. في القرن الخامس عشر الميلادي ومع سقوط الأندلس وطرد اليهود من شبه الجزيرة الإيبيرية، استقر الكثير من تلك الجالية في الجزائر ومن بينهم شخصيات دينية مرموقة، من بينهم اسحاق بن شيشت (رَيبِيش) وشمعون بن صيمح دوران [الإنجليزية] (رَشبيص).
عام 1948، كان عدد اليهود في الجزائر حوالي 140 000 نسمة، إلا أنه انخفض في عام 2018 إلى أقل من خمسين نسمة بسبب هجرة الكثير منهم إلى إسرائيل وفرنسا. ويقدر البعض أن هناك أقل من 200 يهودي.

## تاريخ

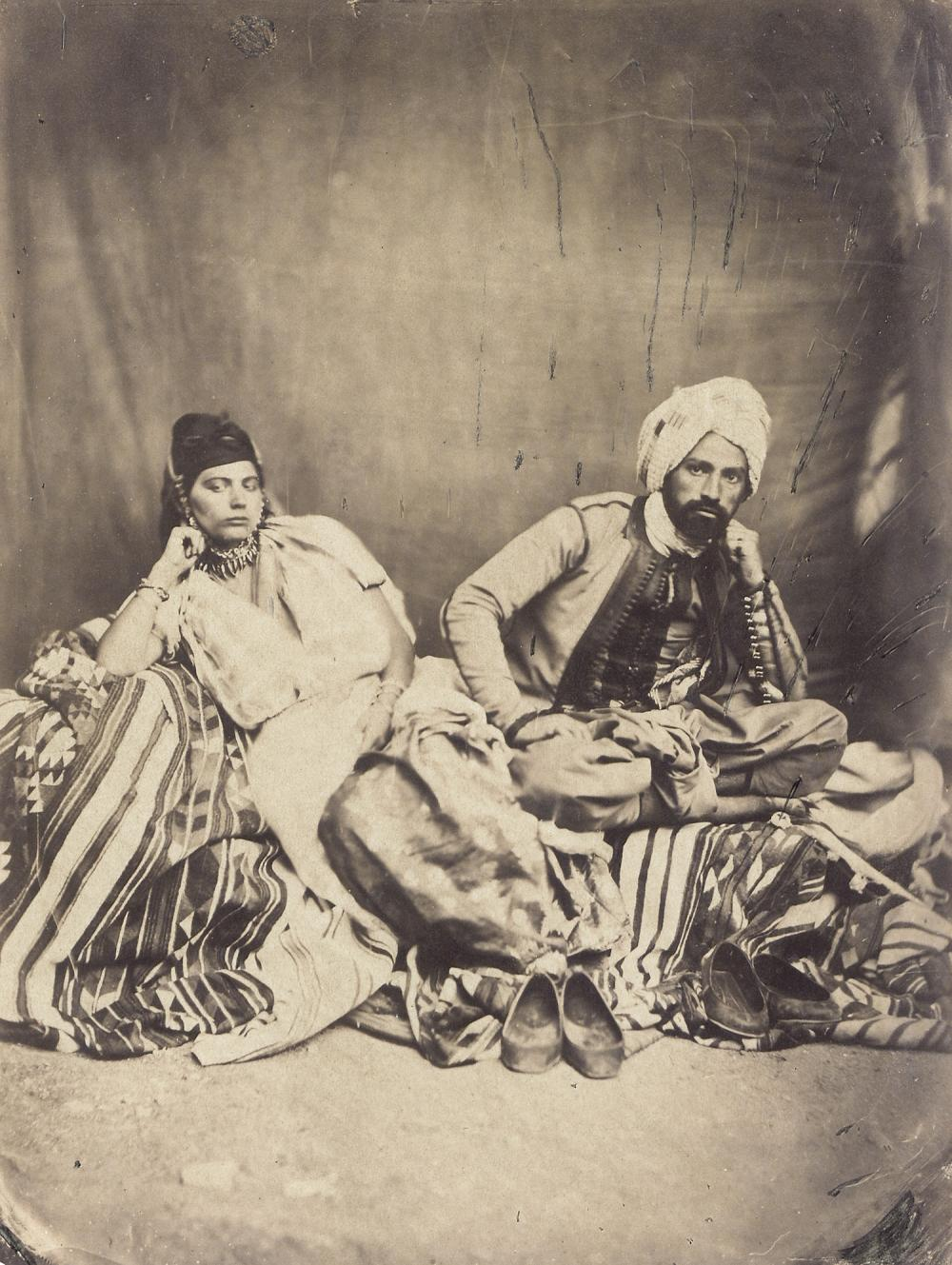
زوج يهود جزائري 1858

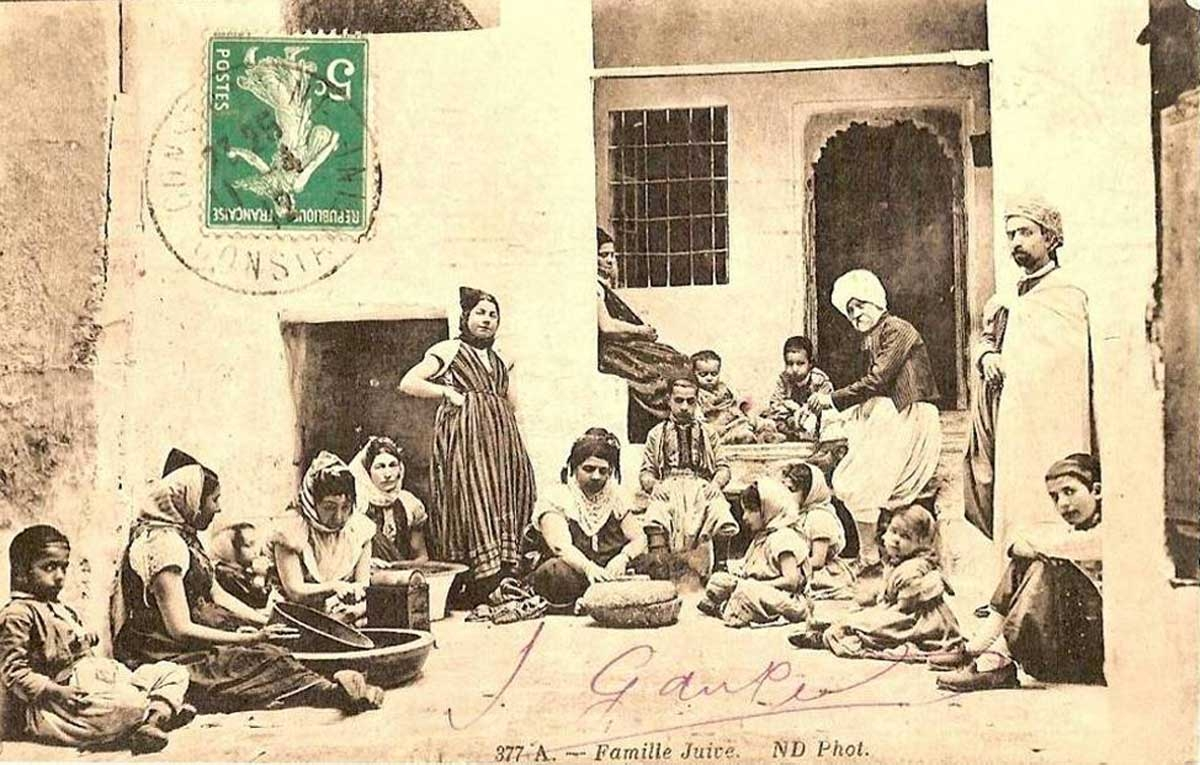
عائلة يهودية من قسنطينة

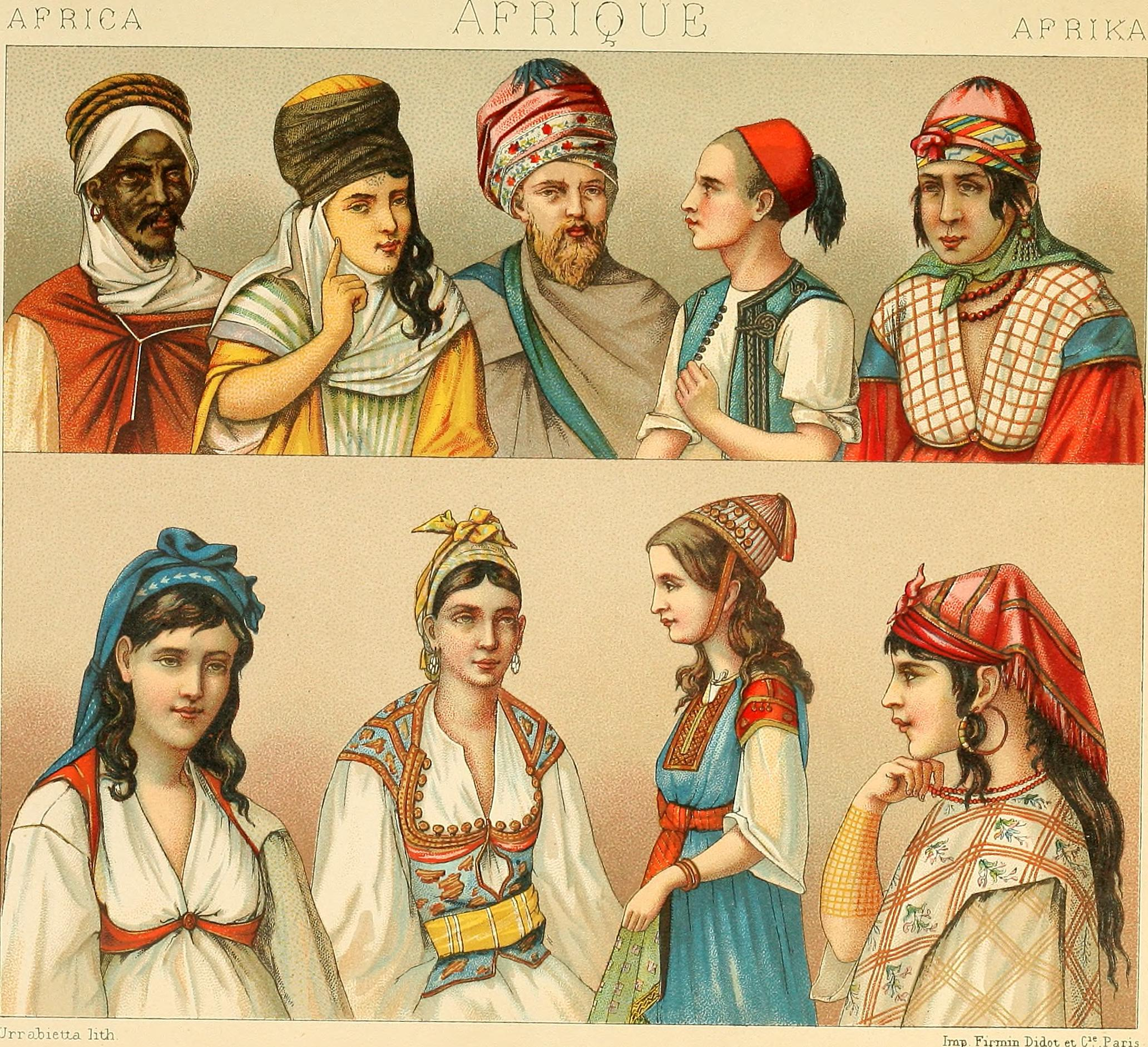
يهود الجزائر باللباس التقليدي سنة 1850

### التاريخ اليهودي المبكر في الجزائر
ينسب الباحثون بدايات اليهودية في الجزائر إلى ما قبل نحو 2 500 عام.
هناك أدلة على وجود مستوطنات يهودية في الجزائر منذ العصر الروماني (موريطنية القيصرية) على الأقل، عُثر على نقوش أضرحة في الحفريات الأثرية والتي تشهد على وجود اليهود في القرون الأولى بعد الميلاد. قيل أن أراضي البربر رحبت بالمسيحيين واليهود في وقت مبكر جدًا من الإمبراطورية الرومانية. عزز تدمير الهيكل الثاني في القدس على يد تيتوس عام 70 م، وحروب كيتوس عام 117 م بعد ذلك الاستيطان اليهودي في شمال إفريقيا والبحر الأبيض المتوسط. تشير الأوصاف القديمة للعاصمة الرستمية، تاهرت، إلى أنه عُثر على اليهود هناك، كما هو الحال في أي مدينة إسلامية رئيسية أخرى في شمال إفريقيا. بعد قرون، تذكر رسائل الجنيزا الموجودة في القاهرة العديد من العائلات اليهودية الجزائرية.

### العصر الإسلامي
في القرن السابع، عزز المهاجرون اليهود المستوطنات اليهودية في شمال إفريقيا بعد فرارهم من اضطهاد ملك القوط الغربيين سيزبوت وخلفائه. هربوا إلى المغرب الكبير واستقروا في الإمبراطورية البيزنطية. هناك جدل حول ما إذا كان اليهود قد أثروا على السكان الأمازيغ، وجعلوا المتحولين بينهم. في ذلك القرن، فتحت الجيوش الإسلامية كل المغرب العربي وشبه الجزيرة الأيبيرية. تم وضع السكان اليهود في وضع أهل الذمة آنذاك في تبادلات ثقافية مستمرة مع الأندلس والشرق الأدنى.
في سنة 1391 في أعقاب ملاحقة يهود إسبانيا، وصل الكثير من اللاجئين إلى الجزائر، وجعلوا من الجزائر مركزا اقتصاديا وثقافيا مزدهرا. في أعقاب طرد يهود إسبانيا عام 1492 وصل المزيد من اللاجئين للسكن في الجزائر بضمنهم من ذوي المهارات والمواهب المتعددة. بلغ تعداد يهود الجزائر عام 1830 نحو 26 000 شخص.

### الاستعمار الفرنسي
بحسب موقع المركز العالمي لحضارة يهود شمال أفريقيا، فقد كان التطور الاقتصادي في منطقة المغرب أحد العوامل المركزية في تطور يهود شمال أفريقيا. فقد تحولت المدن الساحلية مثل هونين وباجيا إلى مدن مركزية بفضل التجارة المزدهرة. عام 1870 حصل يهود الجزائر على الجنسية الفرنسية، والتي تم سحبها منهم لاحقا خلال الحرب العالمية الثانية.
يروي بول، وهو يهودي من أصول جزائرية، كيف كان يذهب في طفولته إلى المدرسة مع المسلمين والمسيحيين، حيث كانوا يتعايشون جميعا بصورة طيبة. من وجهة نظره، أن حصول اليهود في الجزائر على الجنسية الفرنسية، لا يعني بالضرورة التعامل معهم كمواطنين فرنسيين بل عانوا من التمييز واللاسامية. يتذكر بول جيدا كيف تم طرده من المدرسة لأن الفرنسيين تعاونوا مع النازيين خلال الحرب العالمية الثانية.
لاقت الحكومة الإسرائيلية نجاحا في تشجيع يهود المغرب وتونس بالهجرة إلى إسرائيل، لكنها كانت اقل حظا في الجزائر، فبالرغم من توفير تأشيرات السفر والمساعدات الإقتصادية، فإن 580 يهوديا فقط هاجرو من الجزائر إلى إسرائيل في الأعوام 1954-1955.
افضت معاناة اليهود خلال حرب الاستقلال إلى هجرة نحو 130 ألف يهودي، غالبيتهم إلى فرنسا، ونحو 10% منهم إلى إسرائيل. بعد النصر الإسرائيلي وتوسع رقعة الاحتلال في حرب الأيام الستة عام 1967، ازداد النشاط الصهيوني بين أفراد الجالية، الأمر الذي ساهم في هجرة اليهود إلى فلسطين المحتلة. خلال سنوات الألفين، أشارت التقديرات إلى وجود ما بين 100 حتى 200 يهودي في كافة أنحاء الجزائر. أضاف الدبلوماسي الإسرائيلي المتقاعد داني أيالون من جذور جزائرية، الذي شغل منصب نائب وزير الخارجية وعضوا في الكنيست يضيف سببا آخر: ” لا شك ان حيازة الجنسية الفرنسية كانت محفزاً للهجرة إلى فرنسا باعتبار اليهود ذوي ثقافة فرنسية ويتكلمون اللغة “.
في إسرائيل، كان صهاينة من يهود الجزائر من بين أوائل مستوطني بلدات «عين هود» المهجرة، ومستوطنة «تسروفا» و«يوشيفيا». أحد هؤلاء اليهود الذين قدموا إلى البلاد، هو جوليان أبو. وُلد في الجزائر عام 1931 في مدينة «مليانة». بعد انتهاء تعليمه نجح في القبول للعمل في البريد الفرنسي وتم إرساله إلى فرنسا. يتذكر الانتقال إلى فرنسا كتجربة صعبة جدا بالنسبة لشاب صغير، ينتقل إلى بلاد شديدة البرودة، وحده، لكن في ظل الوضع الصعب في الجزائر وحرب التحرير، قرر البقاء في فرنسا. عاد فقط من أجل الزواج بحبيبته، وبعد الزفاف فورا، سافر مع زوجته الجديدة إلى فرنسا.
في فلسطين المحتلة، يهتم اليهود الجزائريون بالحفاظ على الثقافة الجزائرية واحياء مؤتمر سنوي إضافة إلى الموسيقى. في مجموعة الفيسبوك “يهود الجزائر”، يتم نشر مواعيد عروض المغنين من أمثال نينو بيطون المشهور بلقبه “نينو المغربي” الذي يعزف مع فرقة المغرب موسيقى جزائرية كلاسيكية، موسيقى شعبية وأناشيد خاصة من الموسيقى الجزائرية. كذلك، المغني الفرنسي من أصول يهودية جزائرية، إنريكو ماسياس، الذي يدمج في عروضه رحلة إلى جذوره الموسيقية الجزائرية، اليهودية والأندلسية، ويقدم عروضا في فلسطين المحتلة.

## اليهود المهاجرين

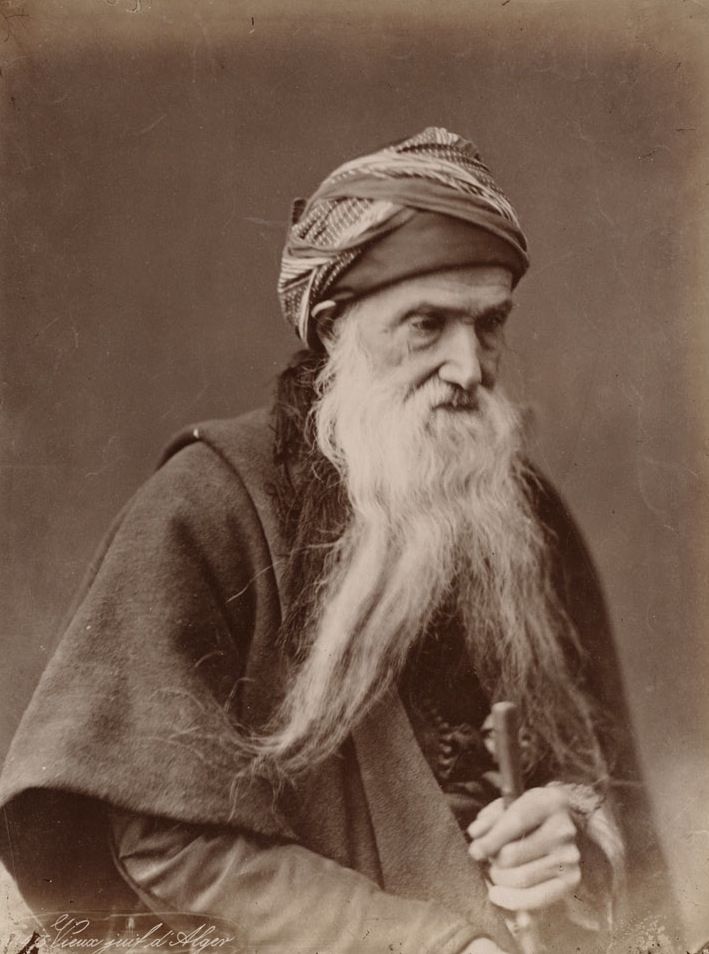
يهودي جزائري سنة 1890

أوردت الدائرة المركزية الإسرائيلية للإحصائيات أرقاما تخص اليهود الذين غادروا الجزائر نحو إسرائيل، من 1948 إلى غاية 2014، ويبلغ عددهم الإجمالي 29 ألفا و156 يهودي، وبلغت ذروة المغادرة من 1961 إلى 1971، ما يقارب 13 ألف يهودي، بينما أدنى عدد سجل سنة 2013 بـ285 يهودي، وثلاثة أضعاف هذا الرقم، أي 782 يهودي، سنة 2014 ممن غادروا الجزائر دون رجعة.
جاءت الجزائر في المرتبة الثانية في أفريقيا بعد تونس، فيما يخص أعداد اليهود الذين غادروها دون رجعة نحو إسرائيل سنة 2014، فقد أظهرت وثيقة نشرتها الدائرة المركزية الإسرائيلية للإحصائيات، على موقعها الإلكتروني، أن عدد اليهود المغادرين للجزائر السنة الماضية، بلغ 782 يهودي، مقارنة بتونس التي غادرها 874 يهودي، ويقل هذا العدد بقليل في المغرب عن الجزائر وتونس، بـ729 يهودي.
واكتفى التقرير بكشف عدد اليهود الذين غادروا الجزائر فقط، بدءا من 1948 إلى 2014، ولم يورد الأسباب التي دفعت هؤلاء للرحيل نحو إسرائيل. فخلال الفترة من 1948 إلى 1951، أي بعد إعلان قيام “دولة” إسرائيل، غادر من الجزائر 3 810 يهودي، فيما قل العدد في الفترة من 1952 إلى 1960، إلى 3433 يهودي مغادر.
وسجلت الوثيقة مغادرة “واسعة” لليهود الجزائر، خلال السنوات من 1961 إلى 1971، فبلغ العدد 12 ألفا و857 يهودي، وبدأ عدد اليهود المغادرين يتناقص بعد هذه الفترة، إلى 2 137 يهودي من 1972 إلى 1979، وزاد العدد في الانخفاض إلى 1 830 يهودي من 1980 إلى 1989، كما استمر العدد في الانكماش إلى 1 443 يهودي من 1990 إلى 1999، رغم أن هذه الفترة شهدت سنوات الإرهاب.
وعاود عدد اليهود الذين غادروا الجزائر نحو إسرائيل، إلى الارتفاع بـ2 506 يهودي من 2000 إلى 2012، رغم أن هذه الفترة بدأت فيها الجزائر تشهد استقرارا أمنيا ملحوظا. لكن عدد اليهود المغادرين انخفض بشكل كبير خلال سنة 2013، (مغادرة 258 يهودي) وإن كان هذا العدد سجل في سنة واحدة، ثم تضاعف العدد في سنة واحدة بثلاث مرات، عام 2014، إلى 782 يهودي. ومقارنة بسبع دول من إفريقيا التي شملتها إحصائيات سنة 2014، جاءت الجزائر في المرتبة الثانية بين هذه الدول، حول عدد اليهود الذين غادروها. فتصدرت تونس القائمة بـ874 يهودي، يليها المغرب بـ729 يهودي، ثم الجزائر بـ782 ورابعا إثيوبيا بـ211 يهودي. أما العدد الإجمالي لليهود المغادرين هذه الدول، فاحتل المغرب المرتبة الأولى بـ273 ألف و103 يهودي.
وتزامنت مغادرة 782 يهودي للجزائر نحو إسرائيل، مع جدل واسع في البلاد، عقب إعلان وزير الشؤون الدينية، محمد عيسى، إعادة فتح المعابد اليهودية للعدد المتبقي منهم في الجزائر، والتي كانت دافعا لخروج مئات السلفيين إلى الشارع تنديدا بهذا القرار. ومع خروج الوضع عن طبيعته، استدرك الوزير قائلا إن “الجزائر تذكر بمبادئ الجمهورية ودستورها الذي يتيح فتح هذه المعابد إذا توفرت الشروط الأمنية”. وسبق هذه الإحصائيات تقرير أمريكي حول حرية ممارسة الأديان في العالم، يذكر فيه أن “يهودا ومسيحيين يخشون على حياتهم” في الجزائر، رغم أن قوانينها تسمح لغير المسلمين بممارسة شعائرهم الدينية، طالما أنهم يحترمون النظام العام والأخلاق، والحقوق والحريات الأساسية للآخرين”. كما أشار إلى “ابتعاد يهود ومسيحيين عن الأضواء، بسبب مخاوف على سلامتهم الجسدية، واحتمال التعرض لمشاكل مع القانون”.
ونقل التقرير عن “زعماء دينيين” أن “أقل من 200 يهودي يوجدون بالجزائر”. فيما تذكر تقديرات غير رسمية أن عدد المسيحيين يتراوح ما بين 10 آلاف و20 ألفا، بحسب التقرير الذي أضاف أن 99 بالمائة من سكان الجزائر (يحصي 38,8 مليون نسمة)، ينتمون للمذهب السني، مشيرا في نفس السياق إلى “شعور بعض اليهود بالراحة الاجتماعية بين جيرانهم المسلمين”.

## شخصيات ملحوظة من يهود الجزائر

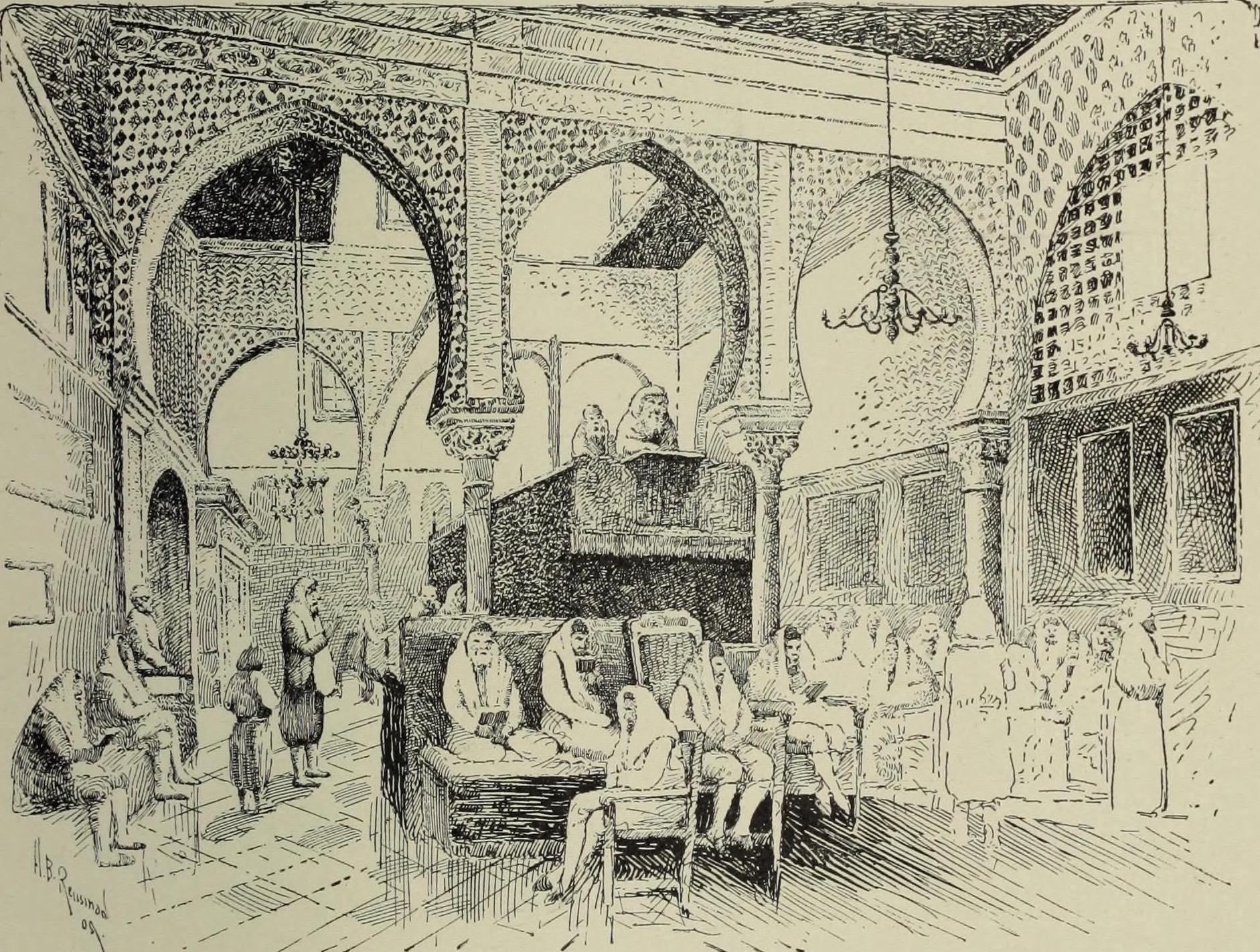
كنيس يهودي في مدينة الجزائر

### الرياضة
لويس أكارياس (ملاكمة)، ويليام عياش (كرة القدم)، الفرنسي حليمي (ملاكم).

### الصحافة والاعلام
بول عمار، آلان عياش (ايفلين بايلت)، جورج بورتوليجان، بييار ألكباش جان كلود ايبارلي (الرئيس المدير العام السابق للقناة الثانية 2 A)، دانيال جانكا (CFJ) ويليام ليمارجي (القناة الثانية) بول ناحون (A2)، جاك باولي (اوروبا1)

### السياسة والوظيف العمومي
الوزراء: روني لونوار، كريستيان نوسي، آلان سافاري.
البرلمانيون: قي علوش (سيناتور عن الحزب الاشتراكي)، (قي كابالان سيناتور) جان شارل كاقايي (نائب عن التجمع من أجل الجمهورية)، بيار ديكاف (نائب عن الجبهة الوطنية)، فريدي ديشو-بوم (نائب عن الحزب الاشتراكي)، ميشال حنون (نائب عن التجمع من أجل الجمهورية)، جوزيف خليفة (نائب عن التحاد الديمقراطي الفرنسي)، مارك لورويل (نائب عن التجمع من أجل الجمهورية)، جوليت نوقو (نائب عن الحزب الاشتراكي)، بيار باسكيني (نائب عن التجمع من أجل الجمهورية)، بول بيرنان (نائب عن التجمع الديمقراطي الفرنسي)، ألبير بيرون (نائب عن الجبهة الوطنية.
دواوين وادارات: جاك غوتييه دولا فيريير (دبلوماسي)، رفاييل هداس لوبال (مجلس الدولة)- شارل مالو (دبلوماسي).
الأعمال: ميشال اكسال، الآن افللو، جان شارل بن شتريت، روبير قاشي، برنار كريف، هنري مونود، ايتيان مولان.
الأطباء: بول أي جوزي ابولكر، جان بيار بن حمو، كلود مولينا، راؤول توبيانا.

### الادب والفن
فنون وآداب: هنري أتلان، ماري كاردينال، اندري شوراكي، جان دانيال، جاك ديريدا، لويس قاردال، روبير مارل، جان بيليقري، ايمانويل روبلس، جول روا، دانيال سانتمون.
مخرجون ومنتجون سينمائيون: الكسندر اركادي، روجيه بنمو، بيار كاردينال، ابدار اسكار، مارسال كارسنتي، فيليكس مرواني، سارج مواتي.
الممثلون: فرانسواز ارنول، جان بيير البكري، قي بيدوس، جان بن جوجي، جوليان برتو، جان كلود بريالي، روبير كاستال، آني فراتيليني، روجر حنين، مارلين جوبير، جان نقروني، لوسيت صهوكيت، مارت فيلا لونجا.
مغنون: إنريكو ماسياس، قي ماردال، مارسيال سولان، روني بيريز، الشيخ رايموند، آلان شقرون، ناداف غيدج، سليم الهلالي، موريس المديوني، لاين ماركوس، باتريك برويل.

## وصلات خارجية
- كل ما يجب أن تعرفه عن يهود الجزائر في 30 صورة وفيديو نسخة محفوظة 2 ديسمبر 2017 على موقع واي باك مشين.
- Français, Juifs, Musulmans… en Algérie de 1830 à 1962
- Les Juifs de Constantine
- La petite Algérie, les Juifs d’Algérie à Ahsdod